# Masakra w więzieniu w Samborze
Masakra w więzieniu w Samborze – masowe morderstwo osadzonych w więzieniu w Samborze dokonane przez funkcjonariuszy NKWD w ostatnich dniach czerwca 1941 roku. Ofiarą zbrodni padło od 500 do 800 więźniów. Była to jedna z wielu tzw. masakr więziennych, dokonanych przez NKWD po rozpoczęciu niemieckiej inwazji na ZSRR.

## Geneza
Sambor, przed wojną miasto powiatowe w województwie lwowskim, od września 1939 roku znajdował się pod okupacją sowiecką. Osoby aresztowane przez NKWD były osadzane w celach miejscowego więzienia, które mieściło się przy ul. Drohobyckiej, w bezpośrednim sąsiedztwie gmachu przedwojennego sądu okręgowego. Było to jedno z czterech sowieckich więzień funkcjonujących na terenie obwodu drohobyckiego; w oficjalnych dokumentach określano je mianem „więzienia nr 3”. Funkcję naczelnika więzienia pełnił funkcjonariusz nazwiskiem Milczenko. Nieopodal więzienia znajdował się budynek przedwojennego starostwa, w którym po rozpoczęciu okupacji znalazła siedzibę lokalna placówka NKWD.
22 czerwca 1941 roku nazistowskie Niemcy dokonały inwazji na Związek Radziecki. Pierwsze tygodnie wojny miały dla strony niemieckiej przebieg bardzo pomyślny. Dywizjom Wehrmachtu udało się bowiem rozbić wojska nadgranicznych okręgów wojskowych ZSRR, a następnie wedrzeć się w głąb terytorium sowieckiego. Sukcesem uwieńczone zostało między innymi niemieckie uderzenie na terenie Wołynia i Galicji Wschodniej, gdzie broniło się największe i najlepiej uzbrojone zgrupowanie Armii Czerwonej – Front Południowo-Zachodni. W pierwszych dwudziestu dniach wojny jego jednostki poniosły ogromne straty w ludziach i sprzęcie, a także były zmuszone wycofać się na odległość blisko 250 kilometrów na wschód od granicy niemiecko-sowieckiej.
W chwili wybuchu wojny niemiecko-sowieckiej w więzieniach i aresztach na Kresach Wschodnich przetrzymywano około 40–50 tys. więźniów. Władze sowieckie były zdecydowane nie dopuścić, aby zostali oni uwolnieni przez Niemców. 24 czerwca 1941 roku ludowy komisarz spraw wewnętrznych Ławrientij Beria wydał obwodowym urzędom NKGB rozkaz rozstrzelania wszystkich więźniów politycznych przetrzymywanych w zachodnich obwodach ZSRR, których ewakuacja w głąb kraju była niemożliwa. W myśl rozkazu Berii stracone miały zostać osoby skazane za „działalność kontrrewolucyjną”, „działalność antysowiecką”, sabotaż i dywersję, a także więźniowie polityczni znajdujący się w śledztwie.

## Przebieg masakry
Z dokumentów odnalezionych w archiwach sowieckich wynika, że stan osadzonych w samborskim więzieniu na dzień 10 czerwca 1941 roku wynosił 1310 osób. Trudno określić ilu dokładnie więźniów przebywało w celach w momencie rozpoczęcia inwazji niemieckiej. Bogdan Musiał szacował ich liczbę na około 600–700 osób. Wiadomo, że liczba osadzonych wzrosła po 22 czerwca 1941 roku, gdyż w związku z wybuchem wojny NKWD rozpoczęło masowe aresztowania prawdziwych i domniemanych wrogów władzy sowieckiej. Aresztowanych wówczas osób nie zdążono zarejestrować w ewidencji więziennej.
Prawdopodobnie likwidacja więźniów rozpoczęła się już w pierwszym dniu wojny. Początkowo Sowieci próbowali nadać egzekucjom pozór praworządności. Z tego względu ofiary wywoływano z cel grupami po 5–10 osób, a następnie doprowadzano do budynku, w którym obradował sąd wojenny. Po błyskawicznie przeprowadzonej „rozprawie” więźniów zabierano do więziennej piwnicy i tam mordowano strzałem w potylicę. Zwłoki układano warstwami w celach piwnicznych. Więźniów rozstrzeliwano w ten sposób przez około 4–5 dni. Niektórzy świadkowie utrzymywali, że z ich cel zabrano wówczas połowę stanu osobowego.
25 lub 26 czerwca strażnicy rozkazali więźniom spakować rzeczy osobiste, po czym wyprowadzili ich na dziedziniec wewnętrzny. Prawdopodobnie był to wstęp do planowanej ewakuacji. W międzyczasie do więzienia przyjechał jednak samochodem miejscowy prokurator o nazwisku Stupakow, który w ostrych słowach polecił naczelnikowi Milczence kontynuować „niszczenie wroga”. Po odjeździe Stupakowa więźniów zapędzono z powrotem do cel i wznowiono egzekucje.
Nieustalonego dnia – prawdopodobnie 26 lub 27 czerwca, choć świadkowie podawali też późniejsze daty – oprawcy postanowili gwałtownie przyspieszyć likwidację więźniów. Grupę około 50 osób wyprowadzono na dziedziniec wewnętrzny, po czym enkawudziści rozstawieni na wieżach strażniczych i w oknach na I i II piętrze otworzyli ogień z broni maszynowej i zaczęli ciskać w nich granaty. Większość więźniów padła zabita. Co najmniej kilku zdołało jednak uniknąć kul i uciec z powrotem do budynku. Zaalarmowali pozostałych więźniów, którzy wyłamali drzwi cel i wydostali się na korytarze. Stefan Duda, jeden z ocalałych, twierdził, że więźniowie uzbrojeni w deski, wiadra i inne metalowe przedmioty rzucili się na strażników przebywających w więziennym budynku.
Wobec desperackiego oporu więźniów enkawudziści nie odważyli się podjąć próby odbicia gmachu. Ograniczyli się jedynie do ostrzeliwania jego okien i zabijania osób, które usiłowały wymknąć się na zewnątrz. W międzyczasie prokurator Stupakow zatrzymał przejeżdżający przez miasto oddział artylerii Armii Czerwonej, rozkazując jego dowódcy ostrzelać gmach więzienia. Oficer odmówił jednak wykonania polecenia i wraz ze swoimi żołnierzami odjechał na wschód. Po kilkugodzinnej strzelaninie enkawudziści zwinęli oblężenie i wycofali się z więzienia, prawdopodobnie obawiając się, że nie zdążą uciec przed nadciągającymi wojskami niemieckimi. W ten sposób ocalało kilkuset więźniów (źródła niemieckie szacowały ich liczbę na czterystu). Po odejściu oprawców niedoszłe ofiary wydostały się przez niezamkniętą bramę, po czym ukryły się na terenie miasta. Wycofujący się ulicami Sambora żołnierze Armii Czerwonej nie podejmowali żadnych działań przeciwko uciekinierom. Leopold Lerch wspominał, że ocalali musieli się wystrzegać jedynie żołnierzy wojsk pogranicznych NKWD.
Niedługo po ewakuacji Sowietów z Sambora mieszkańcy udali się do więzienia przy ul. Drohobyckiej. Na jego podwórzu odnaleziono ciała więźniów zamordowanych w ostatniej fazie masakry. W piwnicach gmachu odkryto natomiast sześć cel wypełnionych zwłokami. W trzech pomieszczeniach, zapełnionych aż po sufit, ciała były jeszcze stosunkowo świeże, w pozostałych, które zamurowano, znajdowały się już w stanie rozkładu. Niewykluczone, że część zwłok enkawudziści wywieźli poza miasto. Na początku sierpnia 1941 roku – według innego źródła już kilka dni po masakrze – nad brzegiem Dniestru przypadkowo odkryto zbiorową mogiłę kryjącą około 116–118 zwłok. Grób ten po pobieżnym zbadaniu ponownie zakopano (spoczywające w nim szczątki ludzkie ekshumowano dopiero w 1991 roku). Obecnie nie sposób ustalić, czy w owym grobie spoczywały ofiary masakry więziennej, czy też osoby zamordowane przez NKWD w latach 1939–1941.
Dokładna liczba ofiar pozostaje trudna do ustalenia. Zachowane raporty NKWD informują jedynie, że w więzieniach w Samborze i Stryju „ubyło według pierwszej kategorii” łącznie 1101 osób. Wykaz odjazdów i ruchu transportów z więzień NKWD Ukraińskiej SRR informuje ponadto, że 17 lipca 1941 roku do Złatoustu przybył transport z 210 więźniami z Sambora. Naoczni świadkowie szacowali liczbę zamordowanych na około 616–720. Paweł Kostrzewa oceniał, że liczba ofiar wyniosła nie mniej jak 500 i nie więcej niż 700. W sprawozdaniu z ustaleń śledztwa prowadzonego przez Okręgową Komisję Badania Zbrodni przeciwko Narodowi Polskiemu w Łodzi oszacowano natomiast liczbę zamordowanych na 600 osób. Zdaniem Kaia Struvego liczba ofiar mogła przekroczyć 800. W gronie ofiar znajdowali się więźniowie narodowości ukraińskiej, polskiej i żydowskiej.
Świadkowie ekshumacji przeprowadzonej na terenie więzienia twierdzili, że część zwłok nosiła ślady okrutnych tortur. W piwnicach odnaleźć miano m.in. ciała harcerek, które rzekomo zgwałcono przed zamordowaniem oraz okaleczono przez obcięcie piersi. W mieście krążyły także makabryczne i z pewnością nieprawdziwe pogłoski, że po rozpoczęciu likwidacji więzienia Sowieci karmili więźniów mięsem ich zamordowanych towarzyszy.

## Epilog
Kilka dni po ewakuacji Sowietów z Sambora odbył się uroczysty pogrzeb ofiar masakry. Ciała zidentyfikowanych ofiar zabrały rodziny, pozostałe zwłoki pogrzebano w zbiorowej mogile na cmentarzu miejskim.
Podobnie jak w przypadku wielu innych masakr więziennych, winą za zbrodnie NKWD obarczono ludność żydowską, którą zgodnie ze stereotypem „żydokomuny” utożsamiano w całości z systemem sowieckim i stosowaną przezeń polityką terroru. 29 czerwca do Sambora wkroczyły oddziały niemieckie. Ukraińscy milicjanci zmusili wówczas grupę miejscowych Żydów do udziału w ekshumacji zwłok odnalezionych w więzieniu. Podczas kilkudniowych prac robotnicy byli maltretowani i upokarzani, między innymi zmuszano ich do picia wody, w której obmywano ciała ofiar oraz zamykano na noc w pomieszczeniach wypełnionych rozkładającymi się zwłokami. Do napadów na Żydów doszło także po demonstracyjnym pogrzebie ofiar masakry więziennej. Łącznie w wyniku pogromu poniosło śmierć od 50 do 150 samborskich Żydów. Zdaniem Bogdana Musiała nie jest jasne, do jakiego stopnia owe akty przemocy miały spontaniczny charakter i jaką rolę odegrali w nich Niemcy. Ustalenia Kaia Struvego wskazują, że podczas pogromu Niemcy kontrolowali sytuację na terenie więzienia i brali udział w zabijaniu Żydów. 1 lipca 1941 do Sambora przybył Wyższy Dowódca SS i Policji na froncie południowym Friedrich Jeckeln i nie jest wykluczone, że zachęcał on tutaj Ukraińców do antyżydowskich wystąpień zgodnie z rozkazem Reinharda Heydricha nakazującym Einsatzgruppen prowokowanie miejscowej ludności do pogromów.
Masakra w samborskim więzieniu została wykorzystana przez goebbelsowską propagandę. Do pracy przy ekshumacji ofiar Niemcy zaangażowali w charakterze obserwatorów pracowników Międzynarodowego Czerwonego Krzyża, licząc, że zwrócą w ten sposób uwagę międzynarodowej opinii publicznej na zbrodnie NKWD.